# Marañónkapucijnergors
De Marañónkapucijnergors (Arremon nigriceps) is een zangvogel uit de familie Passerellidae (Amerikaanse gorzen).

## Verspreiding en leefgebied
Deze soort komt voor in het noordelijke deel van Centraal-Peru.